# ミドルセックス・ギルドホール
ミドルセックス・ギルドホール（Middlesex Guildhall）は、イギリス・ロンドンのパーラメント・スクエアの南西の角に建っている建造物であり、現在は連合王国最高裁判所と枢密院司法委員会が入居している。第二*級指定建造物となっている。
1906年に「アールヌーヴォー・ゴシック」と呼ばれるスタイルで建設され、当初はミドルセックス・カウンティの行政と裁判所の中心地として機能していた。その後、刑事法院として使用された後、21世紀初頭に最高裁判所が置かれた。

## 歴史

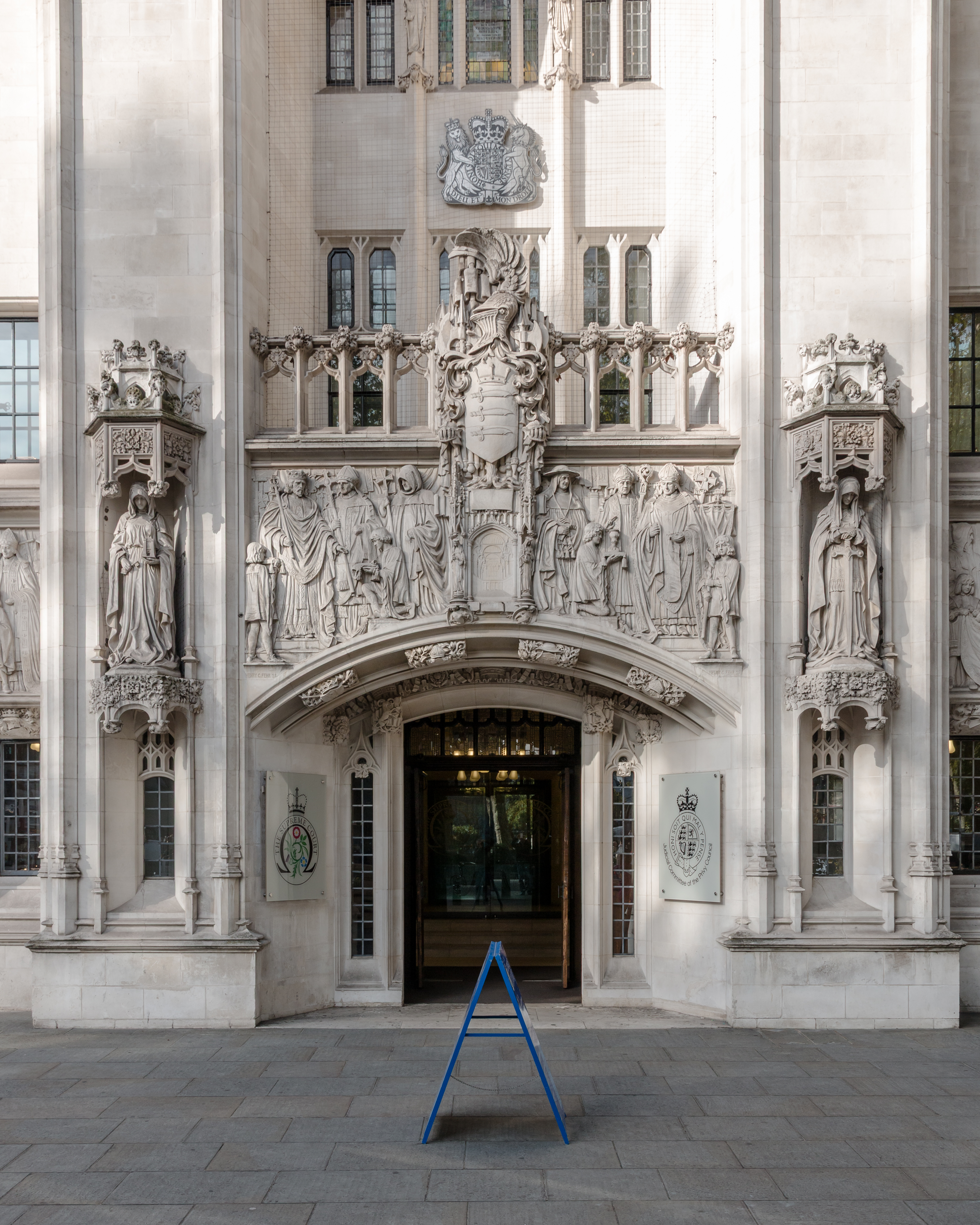
ファサード

パーラメント・スクエアの南西の角にあるこの敷地には、元はウェストミンスター寺院の鐘楼があった。ウェストミンスターのリバティの司法官のために、最初のギルドホールがこの地に建設された。サミュエル・ピープス・コッカレルによってドーリア式の入り口を持つ八角形の建物として設計され、1805年に「ウェストミンスター・セッションズ・ハウス」または「ウェストミンスター・ギルドホール」として開場した。
1889年、ウェストミンスターはミドルセックスの管轄から外れロンドン・カウンティの一部となった。ミドルセックス議会とロンドン議会の間の財産分与で、ウェストミンスターのギルドホールはミドルセックスに与えられ、代わりにクラークンウェルのセッションズハウスがロンドンに移った。1888年地方自治法が施行され、各カウンティに議会が設置されると、ギルドホールは司法の場としてだけでなく、ミドルセックス・カウンティ議会の行政本部や会議場としても使われるようになった。
ミドルセックス・カウンティの指導者たちは、最初のギルドホールでは目的を達成できないと判断し、1893年にF・H・パウナルの設計によるネオチューダー様式の2代目のギルドホールが同じ敷地内に建設された。
その後、2代目のギルドホールでも手狭となったため、現在の3代目のギルドホールが建設された。J・S・ギブソンが設計し、ニコラウス・ペヴズナーが「アールヌーボー・ゴシック」と呼ぶスタイルで、1906年から1913年にかけて建設された。1階と2階にまたがるセグメント・アーチの窓が付いた装飾的なアーチ型の扉と、その上の塔が特徴的である。建物の地下には、かつてトットヒル・フィールズ・ブライデュエル刑務所で使われていた17世紀のドアが設置されていた。建物は、ヘンリー・チャールズ・フェールによる中世風のガーゴイルなどの建築彫刻で飾られていた。
1963年ロンドン政府法の施行に伴い、ミドルセックス・カウンティ議会とミドルセックス・セッションは1965年に廃止され、その後は四季裁判所が使用していた。1972年に四季裁判所が廃止された後は、刑事法院が使用していた。
ミドルセックス・ギルドホールは、2005年憲法改革法によって新設された連合王国最高裁判所と枢密院司法委員会が使用することとなり、2007年に改装のために閉鎖された。最高裁判所は2009年10月1日に業務を開始した。

## 改装を巡る論争

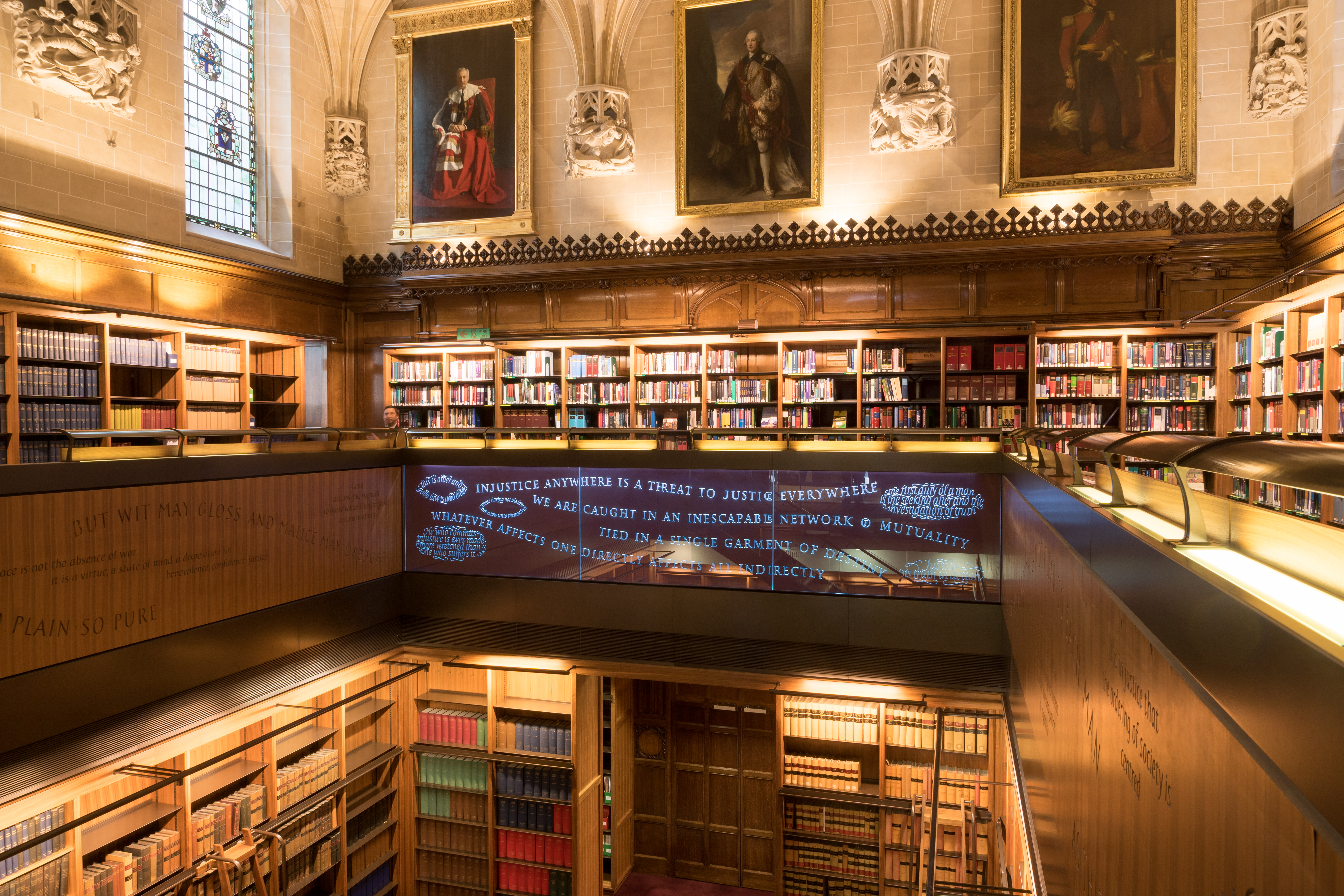
最高裁判所の建物内にある判事の書庫

政府がミドルセックス・ギルドホールを新しい最高裁判所の所在地に選んだ後、新しい用途のために建物を改修するのに多大な作業が必要であることがわかった。改修計画は、建築会社のフェイルデン+モウソンLLCが策定し、フォスター・アンド・パートナーズが協力した。
史跡保全団体は、この改築計画がミドルセックス・ギルドホールという重要な歴史的建造物に見合わないものになることを懸念していた。ミドルセックス・ギルドホールは第二*級指定建造物となっている。2004年8月26日にイングリッシュ・ヘリテッジは、3つのメインコートの内装が「付属品の品質と完全性の点で、当時の他の法廷にはないもの」であると、その重要性を声明した。改装工事では、オリジナルの備品の多くが撤去された。SAVEブリテンズ・ヘリテッジは改装工事を差し止めようとしたが、不成功に終わった。